# Титр антитіл
Титр антитіл (англ. antibody titer) — найбільше розведення антисироватки, що призведе до виявлення преципітації або аглютинації за взаємодії з антигенами.
Титр антитіл характеризує зв'язувальну здатність антитіл, що залежить від їх концентрації та афінності. Абсолютне значення титру також залежить від методу й умов проведення експерименту (температури, часу, pH тощо) і від початкової концентрації вільного антигену.